# Аарон Чибола
Аарон Чибола (фр. Aaron Tshibola, нар. 2 січня 1995, Ньюгем) — англійський та конголезький футболіст, півзахисник еміратського клубу «Хатта».
Виступав, зокрема, за клуби «Редінг» та «Астон Вілла», а також національну збірну Демократичної Республіки Конго.

## Клубна кар'єра
Народився 2 січня 1995 року в місті Ньюгем. Вихованець футбольної школи клубу «Редінг». Дорослу футбольну кар'єру розпочав 2013 року в основній команді того ж клубу, в якій провів два сезони, взявши участь в одному матчі чемпіонату. Після цього на правах оренди грав за «Гартлпул Юнайтед», після чого повернувся у «Редінг», зігравши ще 12 ігор чемпіонату.
Своєю грою за останню команду привернув увагу представників тренерського штабу клубу «Астон Вілла», до складу якого приєднався 2016 року. Відіграв за команду з Бірмінгема наступний сезон своєї ігрової кар'єри, втім основним гравцем не був і здавався в оренду до клубів «Ноттінгем Форест», «Мілтон-Кінс Донс» і «Кілмарнок».
Згодом протягом 2019—2023 років захищав кольори клубів «Васланд-Беверен», «Авеш», «Кілмарнок», «Генчлербірлігі» та АЕЛ.
До складу клубу «Хатта» приєднався 2023 року.

## Виступи за збірні
У 2013 році дебютував у складі юнацької збірної Англії (U-18), загалом на юнацькому рівні взяв участь у 1 іграх.
У 2018 році дебютував в офіційних матчах у складі національної збірної Демократичної Республіки Конго.
У складі збірної — учасник Кубка африканських націй 2023 року у Кот-д'Івуарі.
| Дата       | Місто                   | Господарі  | Результат               | Гості      | Турнір                                      | Голи | Примітки |
| ---------- | ----------------------- | ---------- | ----------------------- | ---------- | ------------------------------------------- | ---- | -------- |
| 27-3-2018  | Дар-ес-Салам            | Танзанія   | 2 – 0                   | ДР Конго   | товариський матч                            | -    | 46'      |
| 24-3-2023  | Лубумбаші               | ДР Конго   | 3 – 1                   | Мавританія | Відбір до Кубка африканських націй 2023     | -    | 63'      |
| 28-3-2023  | Нуакшот                 | Мавританія | 1 – 1                   | ДР Конго   | Відбір до Кубка африканських націй 2023     | -    |          |
| 15-11-2023 | Кіншаса                 | ДР Конго   | 2 – 0                   | Мавританія | Відбір до ЧС 2026                           | -    | 83'      |
| 19-11-2023 | Бенгазі                 | Судан      | 1 – 0                   | ДР Конго   | Відбір до ЧС 2026                           | -    | 63' 82'  |
| 6-1-2024   | Дубай                   | ДР Конго   | 0 – 0                   | Ангола     | товариський матч                            | -    | 60'      |
| 21-1-2024  | Сан-Педро (Кот-д'Івуар) | Марокко    | 1 – 1                   | ДР Конго   | Кубок африканських націй 2023 - 1-й етап    | -    | 89'      |
| 24-1-2024  | Короґо                  | Танзанія   | 0 – 0                   | ДР Конго   | Кубок африканських націй 2023 - 1-й етап    | -    | 68'      |
| 28-1-2024  | Сан-Педро (Кот-д'Івуар) | Єгипет     | 1 – 1 д.ч. (7 - 8 п.п.) | ДР Конго   | Кубок африканських націй 2023 - 1/8 фіналу  | -    | 79'      |
| 2-2-2024   | Абіджан                 | ДР Конго   | 3 – 1                   | Гвінея     | Кубок африканських націй 2023 - чвертьфінал | -    | 84'      |
| Усього     |                         | Матчів     | 10                      |            | Голів                                       | 0    |          |